# Carl-von-Ossietzky-Gymnasium (Hamburg)
Das Carl-von-Ossietzky-Gymnasium (CvO) ist ein staatliches Gymnasium im Hamburger Stadtteil Poppenbüttel. Die Schule wurde 1968 als Gymnasium Müssenredder gegründet und 1984 nach Carl von Ossietzky benannt.

## Geschichte
Die Schule wurde 1968 als Gymnasium Müssenredder gegründet. Die Grundsteinlegung am Müssenredder 59 erfolgte 1969, 1970 bezog die Schule dann den Neubau im ersten Bauabschnitt. 1974 wurde das Doppel-H-Gebäude fertiggestellt, 1978 Fachtrakt und Turnhalle. 1984 wurde das Gymnasium nach Carl von Ossietzky benannt.
Das Carl-von-Ossietzky-Gymnasium wurde 2009 als Club-of-Rome-Schule ausgezeichnet, zu dem Netzwerk zählten damals deutschlandweit 15 Schulen. Mit Stand 2020 sind es 17 Schulen, zu denen immer noch das Carl-von-Ossietzky-Gymnasium gehört.  Die Schule ist Mitglied im Schulverbund „Blick über den Zaun“.
Von 2012 bis 2013 wurde die Kantine für die Ganztagsbetreuung erweitert und ein Theaterraum umgebaut.
Im Schuljahr 2019/20 wurde das Carl-von-Ossietzky-Gymnasium zur Partnerschule des Nachwuchsleistungssport. Im Handball, Hockey und der Leichtathletik werden jugendliche Sportler gefördert. In den Jahrgängen 5–10 gibt es jeweils eine Sportklasse. In den Sportklassen der Jahrgänge 5 und 6 findet eine Förderung in allen drei Sportarten statt. Die Schulhalbjahre werden gedrittelt und in jedem Drittel wird die gesamte Klasse in einer der drei Sportarten gefördert. Die Kooperationspartner des Gymnasiums im Sportbereich sind die SG Hamburg-Nord (Handball), der Uhlenhorster HC (Hockey) und der SC Poppenbüttel (Leichtathletik).

## Lage und Architektur
Das annähernd quadratische Schulgrundstück hat eine ungefähre Größe von 28.000 m². Das Schulgelände befindet sich nördlich der Hauptverkehrsstraße Poppenbütteler Weg (Teil des Ring 3), zwischen Tegelsbarg und Müssenkoppel. Nördlich begrenzt der Müssenredder den Schulstandort. Unmittelbarer Nachbar des Gymnasiums ist die 1974 gegründete Grundschule Müssenredder.
Die in den 1970er Jahren errichteten Gebäude des Gymnasiums waren sämtlich Serienbauten nach Plänen des Hamburger Hochbauamtes. Das Hauptgebäude ist ein Serienschulbau vom Typ 68, nach dem Grundriss auch „Doppel-H“ genannt. Dieser Serienbau wurde vom Ende der 1960er bis Mitte der 1970er Jahre in den damaligen Rand- und Erweiterungsgebieten Hamburgs etwa 50-mal errichtet. Die dreistöckigen Gebäude bestehen aus industriell vorgefertigten Sandwich-Elementen, die an der Baustelle zusammengesetzt wurden. Die Fassaden wurden mit Waschbeton verkleidet.
1996 wurde auf dem Schuldach eine Solaranlage montiert, finanziert durch Spenden des Schulvereins. Der gewonnene Strom wird in das Hamburger Stromnetz eingespeist und an den Stromversorger verkauft. Mit dem eingenommenen Geld werden weitere Investitionen getätigt. Inzwischen wurde eine zweite Anlage auf das Dach der neuen Turnhalle. Diese Zweifeldhalle („Sporthalle am Tegelsbarg“) wurde 2011 gebaut.

## Außerschulisches
Der 1975 gegründete Pop-Chor Müssenredder spielte zwei professionell verlegte Schallplatten ein.
Die Schülerzeitung OSSCAR (OSSietzky CARl) des CvO erscheint einmal im Quartal und war in verschiedenen Wettbewerben erfolgreich. 
Das Gymnasium hatte Partnerschulen in:
- Vereinigtes Königreich: Sharnbrook Academy (SA)
- Afghanistan: Abu Muslim Khorassani Mädchenschule, benannt nach einem persischen Heerführer im 8. Jahrhundert
- Frankreich: Collège D'Achim Amend
- Tansania: Ulongoni Secondary School

## Bekannte Ehemalige
- Fredric Kroll (* 1945), Komponist und Schriftsteller (1974 Lehrer am Gymnasium)
- Susanne Holst (* 1961), TV-Moderatorin, u. a. Tagesschau (Abitur am Gymnasium)
- Frank Neubarth (* 1962), Fußballprofi und Nationalspieler (Schüler am Gymnasium)
- Dieter H. Kollmer (* 1964), Militärhistoriker (1983 Abitur am Gymnasium)
- Anja Knauer (* 1979), Schauspielerin (1997 Abitur am Gymnasium)[12]
- Arne Gabius (* 1981), Leichtathlet (2001 Abitur am Gymnasium)
- Hannes Langrock (* 1983), Schachspieler (Schüler am Gymnasium)
- Louisa Herfert (* 1986), Schauspielerin (2006 Abitur am Gymnasium)
- Katharina Ursinus (* 1989), Schauspielerin (Schülerin am Gymnasium)
- Milena Tscharntke (* 1996), Schauspielerin (2014 Abitur am Gymnasium)